# Television i Norge
Television i Norge

## Historik
Provsändningar hade dock gjorts sedan 1954, då NRK den 20 augusti 1960 började sända reguljärt. Denna kanal hade länge monopol i Norge, även om svensk television kunnat tas emot i stora delar av landet.
Kommersiell TV kom vid 1980-talets slut genom start av satellitkanalen TVNorge. 1992 började TV 2 sända i marknätet. Dessutom hade vid den här tiden TV3 Norge börjat sända via satellit. 1996 startades NRK2, och den 3 september 2007 startades NRK3.
Den 31 augusti 2007 inleddes började de digitala marksändningarna i Norge. Det är RiksTV som erbjuder marksänd digital-TV i Norge. Den 1 december 2009 var nedsläckningen av det analoga TV-nätet fullbordad.
Skälet för övergången i Norge är ett beslut taget i Stortinget. Norges marknät använder redan nu MPEG-4 på grund av att detta menas att vara mer framtidsriktat än MPEG-2 som bland annat Sverige och Danmark använder. Eftersom Norge använder en nyare teknik finns det tills nu endast två RiksTV-godkända digitalboxar.
I kanalutbudet finns NRK1, NRK2, och NRK3/NRK Super (barnkanal som delar sändningstid med NRK3). TV2 och Lokal-TV sänds gratis ut 2009. Gratiserbjudandet är alltså sämre än det analoga bestående av NRK1, NRK2, TV2, TVNorge/Lokal-TV. För att fortfarande ta in TVNorge (och TV2 och Lokal TV efter 2009) via det digitala marknätet måste man köpa "Rikspakken" bestående av TV2, TVNorge, TV3 Norge, TV2 Zebra, Discovery Channel, Disney Channel, The Voice Norge, SportN, TV2 Filmkanalen, TV2 Nyhetskanalen, Viasat4, FEM ("TvNorge2"), National Geographic Channel, Animal Planet, Lokal-TV, Åpen kanal (kommer) och BBC World.
I Norge betalar man TV-licens.